# Lista över fornlämningar i Flens kommun (Helgesta)
Lista över fornlämningar i Flens kommun (Helgesta) är en förteckning av ett urval av de fornlämningar som finns i Helgesta i Flens kommun.
| Namn                            | Lämningstyp         | Tillkomsttid | Historisk indelning    | Plats     | Läge                 | ID-nr          | Bild                                      |
| ------------------------------- | ------------------- | ------------ | ---------------------- | --------- | -------------------- | -------------- | ----------------------------------------- |
| Helgesta 2:1                    | Gravfält            |              | Helgesta, Södermanland |           | 59.030238, 16.793055 | 10033100020001 | Ladda upp en bild av detta fornminne      |
| Helgesta 16:1                   | Stensättning        |              | Helgesta, Södermanland |           | 59.033920, 16.837303 | 10033100160001 | Ladda upp en bild av detta fornminne      |
| Helgesta 18:1                   | Stensättning        |              | Helgesta, Södermanland |           | 59.034243, 16.834621 | 10033100180001 | Ladda upp en bild av detta fornminne      |
| Helgesta 18:2                   | Stensättning        |              | Helgesta, Södermanland |           | 59.034572, 16.834397 | 10033100180002 | Ladda upp en bild av detta fornminne      |
| Helgesta 18:3                   | Stensättning        |              | Helgesta, Södermanland |           | 59.034726, 16.833515 | 10033100180003 | Ladda upp en bild av detta fornminne      |
| Helgesta 19:1                   | Stensättning        |              | Helgesta, Södermanland |           | 59.035501, 16.833538 | 10033100190001 | Ladda upp en bild av detta fornminne      |
| Helgesta 19:2                   | Stensättning        |              | Helgesta, Södermanland |           | 59.035595, 16.833708 | 10033100190002 | Ladda upp en bild av detta fornminne      |
| Helgesta 19:3                   | Stensättning        |              | Helgesta, Södermanland |           | 59.035639, 16.833576 | 10033100190003 | Ladda upp en bild av detta fornminne      |
| Helgesta 21:1                   | Stensättning        |              | Helgesta, Södermanland |           | 59.022871, 16.819524 | 10033100210001 | Ladda upp en bild av detta fornminne      |
| Helgesta 22:1                   | Stensättning        |              | Helgesta, Södermanland |           | 59.023571, 16.819613 | 10033100220001 | Ladda upp en bild av detta fornminne      |
| Helgesta 22:2                   | Stensättning        |              | Helgesta, Södermanland |           | 59.023503, 16.819942 | 10033100220002 | Ladda upp en bild av detta fornminne      |
| Helgesta 22:3                   | Stensättning        |              | Helgesta, Södermanland |           | 59.023390, 16.820122 | 10033100220003 | Ladda upp en bild av detta fornminne      |
| Helgesta 23:1                   | Stensättning        |              | Helgesta, Södermanland |           | 59.024305, 16.813946 | 10033100230001 | Ladda upp en bild av detta fornminne      |
| Helgesta 24:1                   | Stensättning        |              | Helgesta, Södermanland |           | 59.024849, 16.818794 | 10033100240001 | Ladda upp en bild av detta fornminne      |
| Helgesta 27:1                   | Gravfält            |              | Helgesta, Södermanland |           | 59.058289, 16.740438 | 10033100270001 | Ladda upp en bild av detta fornminne      |
| Helgesta 29:1                   | Stensättning        |              | Helgesta, Södermanland |           | 59.050666, 16.725642 | 10033100290001 | Ladda upp en bild av detta fornminne      |
| Helgesta 29:2                   | Stensättning        |              | Helgesta, Södermanland |           | 59.050605, 16.725465 | 10033100290002 | Ladda upp en bild av detta fornminne      |
| Helgesta 30:1                   | Runristning         | sentida      | Helgesta, Södermanland | Gäversnäs | 59.051786, 16.713440 | 10033100300001 | Ladda upp en bild av detta fornminne      |
| Helgesta 31:1                   | Gravfält            |              | Helgesta, Södermanland |           | 59.053951, 16.694710 | 10033100310001 | Ladda upp en bild av detta fornminne      |
| Helgesta 33:1                   | Gravfält            |              | Helgesta, Södermanland |           | 59.055983, 16.684254 | 10033100330001 | Ladda upp en bild av detta fornminne      |
| Helgesta 34:1                   | Fornborg            |              | Helgesta, Södermanland |           | 59.070115, 16.754652 | 10033100340001 | Ladda upp en bild av detta fornminne      |
| Skållinge skans (Helgesta 36:1) | Fornborg            |              | Helgesta, Södermanland |           | 59.031972, 16.880270 | 10033100360001 | Ladda upp en bild av detta fornminne      |
| Helgesta 40:1                   | Stensättning        |              | Helgesta, Södermanland |           | 59.024825, 16.914194 | 10033100400001 | Ladda upp en bild av detta fornminne      |
| Helgesta 41:1                   | Stensättning        |              | Helgesta, Södermanland |           | 59.022624, 16.909028 | 10033100410001 | Ladda upp en bild av detta fornminne      |
| Helgesta 41:2                   | Stensättning        |              | Helgesta, Södermanland |           | 59.022973, 16.908474 | 10033100410002 | Ladda upp en bild av detta fornminne      |
| Helgesta 42:1                   | Gravfält            |              | Helgesta, Södermanland |           | 59.023281, 16.910770 | 10033100420001 | Ladda upp en bild av detta fornminne      |
| Helgesta 43:1                   | Gravfält            |              | Helgesta, Södermanland |           | 59.017375, 16.872223 | 10033100430001 | Ladda upp en bild av detta fornminne      |
| Helgesta 44:1                   | Stensättning        |              | Helgesta, Södermanland |           | 59.016974, 16.868696 | 10033100440001 | Ladda upp en bild av detta fornminne      |
| Helgesta 44:2                   | Stensättning        |              | Helgesta, Södermanland |           | 59.017067, 16.868527 | 10033100440002 | Ladda upp en bild av detta fornminne      |
| Helgesta 46:1                   | Stensättning        |              | Helgesta, Södermanland |           | 59.018281, 16.882994 | 10033100460001 | Ladda upp en bild av detta fornminne      |
| Helgesta 46:2                   | Stensättning        |              | Helgesta, Södermanland |           | 59.018291, 16.882263 | 10033100460002 | Ladda upp en bild av detta fornminne      |
| Helgesta 47:1                   | Stensättning        |              | Helgesta, Södermanland |           | 59.019538, 16.890323 | 10033100470001 | Ladda upp en bild av detta fornminne      |
| Helgesta 47:2                   | Stensättning        |              | Helgesta, Södermanland |           | 59.019582, 16.890728 | 10033100470002 | Ladda upp en bild av detta fornminne      |
| Helgesta 49:1                   | Gravfält            |              | Helgesta, Södermanland |           | 59.012363, 16.876080 | 10033100490001 | Ladda upp en bild av detta fornminne      |
| Helgesta 50:1                   | Gravfält            |              | Helgesta, Södermanland |           | 59.011941, 16.874537 | 10033100500001 | Ladda upp en bild av detta fornminne      |
| Helgesta 52:1                   | Stensättning        |              | Helgesta, Södermanland |           | 59.012566, 16.871902 | 10033100520001 | Ladda upp en bild av detta fornminne      |
| Helgesta 52:2                   | Stensättning        |              | Helgesta, Södermanland |           | 59.012525, 16.871569 | 10033100520002 | Ladda upp en bild av detta fornminne      |
| Helgesta 52:3                   | Stensättning        |              | Helgesta, Södermanland |           | 59.012606, 16.870693 | 10033100520003 | Ladda upp en bild av detta fornminne      |
| Helgesta 52:4                   | Stensättning        |              | Helgesta, Södermanland |           | 59.012475, 16.871306 | 10033100520004 | Ladda upp en bild av detta fornminne      |
| Helgesta 53:1                   | Hög                 |              | Helgesta, Södermanland |           | 59.013287, 16.873733 | 10033100530001 | Ladda upp en bild av detta fornminne      |
| Helgesta 54:1                   | Stensättning        |              | Helgesta, Södermanland |           | 59.014740, 16.882464 | 10033100540001 | Ladda upp en bild av detta fornminne      |
| Helgesta 54:2                   | Stensättning        |              | Helgesta, Södermanland |           | 59.015204, 16.882017 | 10033100540002 | Ladda upp en bild av detta fornminne      |
| Helgesta 54:3                   | Stensättning        |              | Helgesta, Södermanland |           | 59.015262, 16.881742 | 10033100540003 | Ladda upp en bild av detta fornminne      |
| Helgesta 54:4                   | Stensättning        |              | Helgesta, Södermanland |           | 59.014816, 16.883153 | 10033100540004 | Ladda upp en bild av detta fornminne      |
| Helgesta 54:5                   | Stensättning        |              | Helgesta, Södermanland |           | 59.014907, 16.883396 | 10033100540005 | Ladda upp en bild av detta fornminne      |
| Helgesta 54:6                   | Stensättning        |              | Helgesta, Södermanland |           | 59.014625, 16.884339 | 10033100540006 | Ladda upp en bild av detta fornminne      |
| Helgesta 54:7                   | Stensättning        |              | Helgesta, Södermanland |           | 59.014806, 16.884279 | 10033100540007 | Ladda upp en bild av detta fornminne      |
| Helgesta 55:1                   | Stensättning        |              | Helgesta, Södermanland |           | 59.015588, 16.884876 | 10033100550001 | Ladda upp en bild av detta fornminne      |
| Helgesta 56:1                   | Stensättning        |              | Helgesta, Södermanland |           | 59.016313, 16.885026 | 10033100560001 | Ladda upp en bild av detta fornminne      |
| Helgesta 56:2                   | Stensättning        |              | Helgesta, Södermanland |           | 59.016335, 16.884741 | 10033100560002 | Ladda upp en bild av detta fornminne      |
| Helgesta 56:3                   | Stensättning        |              | Helgesta, Södermanland |           | 59.016550, 16.885483 | 10033100560003 | Ladda upp en bild av detta fornminne      |
| Helgesta 57:1                   | Stensättning        |              | Helgesta, Södermanland |           | 59.016493, 16.886725 | 10033100570001 | Ladda upp en bild av detta fornminne      |
| Helgesta 58:1                   | Stensättning        |              | Helgesta, Södermanland |           | 59.014862, 16.886703 | 10033100580001 | Ladda upp en bild av detta fornminne      |
| Helgesta 59:1                   | Röse                |              | Helgesta, Södermanland |           | 59.015493, 16.886963 | 10033100590001 | Ladda upp en bild av detta fornminne      |
| Helgesta 59:2                   | Stensättning        |              | Helgesta, Södermanland |           | 59.015749, 16.887550 | 10033100590002 | Ladda upp en bild av detta fornminne      |
| Helgesta 59:3                   | Stensättning        |              | Helgesta, Södermanland |           | 59.015797, 16.887785 | 10033100590003 | Ladda upp en bild av detta fornminne      |
| Helgesta 60:1                   | Stensättning        |              | Helgesta, Södermanland |           | 59.015751, 16.889396 | 10033100600001 | Ladda upp en bild av detta fornminne      |
| Helgesta 60:2                   | Stensättning        |              | Helgesta, Södermanland |           | 59.015624, 16.888815 | 10033100600002 | Ladda upp en bild av detta fornminne      |
| Helgesta 61:1                   | Stensättning        |              | Helgesta, Södermanland |           | 59.016903, 16.888942 | 10033100610001 | Ladda upp en bild av detta fornminne      |
| Helgesta 62:1                   | Gravfält            |              | Helgesta, Södermanland |           | 59.015726, 16.891537 | 10033100620001 | Ladda upp en bild av detta fornminne      |
| Helgesta 63:1                   | Röse                |              | Helgesta, Södermanland |           | 59.015284, 16.893605 | 10033100630001 | Ladda upp en bild av detta fornminne      |
| Helgesta 63:2                   | Röse                |              | Helgesta, Södermanland |           | 59.015183, 16.894544 | 10033100630002 | Ladda upp en bild av detta fornminne      |
| Helgesta 64:2                   | Stensättning        |              | Helgesta, Södermanland |           | 59.013567, 16.884197 | 10033100640002 | Ladda upp en bild av detta fornminne      |
| Helgesta 64:3                   | Stensättning        |              | Helgesta, Södermanland |           | 59.013507, 16.884612 | 10033100640003 | Ladda upp en bild av detta fornminne      |
| Helgesta 65:1                   | Stensättning        |              | Helgesta, Södermanland |           | 59.013362, 16.882759 | 10033100650001 | Ladda upp en bild av detta fornminne      |
| Helgesta 66:1                   | Stensättning        |              | Helgesta, Södermanland |           | 59.013896, 16.882473 | 10033100660001 | Ladda upp en bild av detta fornminne      |
| Helgesta 67:1                   | Hög                 |              | Helgesta, Södermanland |           | 59.009214, 16.879933 | 10033100670001 | Ladda upp en bild av detta fornminne      |
| Helgesta 68:1                   | Stensättning        |              | Helgesta, Södermanland |           | 59.005084, 16.871154 | 10033100680001 | Ladda upp en bild av detta fornminne      |
| Helgesta 69:1                   | Stensättning        |              | Helgesta, Södermanland |           | 59.009594, 16.874432 | 10033100690001 | Ladda upp en bild av detta fornminne      |
| Helgesta 69:2                   | Stensättning        |              | Helgesta, Södermanland |           | 59.009468, 16.874478 | 10033100690002 | Ladda upp en bild av detta fornminne      |
| Helgesta 70:1                   | Stensättning        |              | Helgesta, Södermanland |           | 59.011469, 16.869286 | 10033100700001 | Ladda upp en bild av detta fornminne      |
| Helgesta 70:2                   | Stensättning        |              | Helgesta, Södermanland |           | 59.011334, 16.869297 | 10033100700002 | Ladda upp en bild av detta fornminne      |
| Helgesta 70:3                   | Stensättning        |              | Helgesta, Södermanland |           | 59.011230, 16.868995 | 10033100700003 | Ladda upp en bild av detta fornminne      |
| Helgesta 70:4                   | Stensättning        |              | Helgesta, Södermanland |           | 59.011302, 16.869696 | 10033100700004 | Ladda upp en bild av detta fornminne      |
| Helgesta 71:1                   | Stensättning        |              | Helgesta, Södermanland |           | 59.013001, 16.860221 | 10033100710001 | Ladda upp en bild av detta fornminne      |
| Helgesta 72:1                   | Stensättning        |              | Helgesta, Södermanland |           | 59.008625, 16.867661 | 10033100720001 | Ladda upp en bild av detta fornminne      |
| Helgesta 73:1                   | Stensättning        |              | Helgesta, Södermanland |           | 59.018121, 16.858930 | 10033100730001 | Ladda upp en bild av detta fornminne      |
| Helgesta 73:2                   | Stensättning        |              | Helgesta, Södermanland |           | 59.017852, 16.858899 | 10033100730002 | Ladda upp en bild av detta fornminne      |
| Helgesta 74:1                   | Stensättning        |              | Helgesta, Södermanland |           | 59.018281, 16.857702 | 10033100740001 | Ladda upp en bild av detta fornminne      |
| Helgesta 75:1                   | Röse                |              | Helgesta, Södermanland |           | 59.018584, 16.854569 | 10033100750001 | Ladda upp en bild av detta fornminne      |
| Helgesta 76:1                   | Stensättning        |              | Helgesta, Södermanland |           | 59.017525, 16.857141 | 10033100760001 | Ladda upp en bild av detta fornminne      |
| Helgesta 77:1                   | Röse                |              | Helgesta, Södermanland |           | 59.014995, 16.860932 | 10033100770001 | Ladda upp en bild av detta fornminne      |
| Helgesta 78:1                   | Stensättning        |              | Helgesta, Södermanland |           | 59.014401, 16.860327 | 10033100780001 | Ladda upp en bild av detta fornminne      |
| Helgesta 79:1                   | Stensättning        |              | Helgesta, Södermanland |           | 59.014017, 16.858844 | 10033100790001 | Ladda upp en bild av detta fornminne      |
| Helgesta 80:1                   | Stensättning        |              | Helgesta, Södermanland |           | 59.014189, 16.853349 | 10033100800001 | Ladda upp en bild av detta fornminne      |
| Helgesta 80:2                   | Stensättning        |              | Helgesta, Södermanland |           | 59.014310, 16.853721 | 10033100800002 | Ladda upp en bild av detta fornminne      |
| Helgesta 80:3                   | Stensättning        |              | Helgesta, Södermanland |           | 59.014307, 16.853930 | 10033100800003 | Ladda upp en bild av detta fornminne      |
| Helgesta 81:1                   | Stensättning        |              | Helgesta, Södermanland |           | 59.009293, 16.854704 | 10033100810001 | Ladda upp en bild av detta fornminne      |
| Helgesta 81:2                   | Stensättning        |              | Helgesta, Södermanland |           | 59.009103, 16.855478 | 10033100810002 | Ladda upp en bild av detta fornminne      |
| Helgesta 82:1                   | Stensättning        |              | Helgesta, Södermanland |           | 59.010999, 16.866250 | 10033100820001 | Ladda upp en bild av detta fornminne      |
| Helgesta 82:2                   | Stensättning        |              | Helgesta, Södermanland |           | 59.010919, 16.865935 | 10033100820002 | Ladda upp en bild av detta fornminne      |
| Helgesta 82:3                   | Stensättning        |              | Helgesta, Södermanland |           | 59.010667, 16.866040 | 10033100820003 | Ladda upp en bild av detta fornminne      |
| Helgesta 83:1                   | Stensättning        |              | Helgesta, Södermanland |           | 59.010329, 16.865257 | 10033100830001 | Ladda upp en bild av detta fornminne      |
| Helgesta 84:1                   | Stensättning        |              | Helgesta, Södermanland |           | 59.006935, 16.862455 | 10033100840001 | Ladda upp en bild av detta fornminne      |
| Helgesta 85:1                   | Stensättning        |              | Helgesta, Södermanland |           | 59.011672, 16.886155 | 10033100850001 | Ladda upp en bild av detta fornminne      |
| Helgesta 86:1                   | Hög                 |              | Helgesta, Södermanland |           | 59.007300, 16.899809 | 10033100860001 | Ladda upp en bild av detta fornminne      |
| Helgesta 86:2                   | Hög                 |              | Helgesta, Södermanland |           | 59.007504, 16.899941 | 10033100860002 | Ladda upp en bild av detta fornminne      |
| Helgesta 86:3                   | Hög                 |              | Helgesta, Södermanland |           | 59.007454, 16.899660 | 10033100860003 | Ladda upp en bild av detta fornminne      |
| Helgesta 86:4                   | Stensättning        |              | Helgesta, Södermanland |           | 59.007597, 16.899737 | 10033100860004 | Ladda upp en bild av detta fornminne      |
| Helgesta 87:1                   | Stensättning        |              | Helgesta, Södermanland |           | 59.007368, 16.907910 | 10033100870001 | Ladda upp en bild av detta fornminne      |
| Helgesta 89:1                   | Gravfält            |              | Helgesta, Södermanland |           | 59.022146, 16.824992 | 10033100890001 | Ladda upp en bild av detta fornminne      |
| Helgesta 90:1                   | Gravfält            |              | Helgesta, Södermanland |           | 59.021955, 16.821761 | 10033100900001 | Ladda upp en bild av detta fornminne      |
| Sö 318 (Helgesta 92:1)          | Runristning         |              | Helgesta, Södermanland | Sund      | 59.019002, 16.817510 | 10033100920001 | Ladda upp en till bild av detta fornminne |
| Helgesta 93:1                   | Gravfält            |              | Helgesta, Södermanland |           | 59.018990, 16.815894 | 10033100930001 | Ladda upp en bild av detta fornminne      |
| Helgesta 95:1                   | Stensättning        |              | Helgesta, Södermanland |           | 59.022435, 16.818288 | 10033100950001 | Ladda upp en bild av detta fornminne      |
| Helgesta 96:1                   | Gravfält            |              | Helgesta, Södermanland |           | 59.016323, 16.829111 | 10033100960001 | Ladda upp en bild av detta fornminne      |
| Helgesta 98:1                   | Stensättning        |              | Helgesta, Södermanland |           | 59.015964, 16.836558 | 10033100980001 | Ladda upp en bild av detta fornminne      |
| Helgesta 99:1                   | Stensättning        |              | Helgesta, Södermanland |           | 59.018018, 16.834853 | 10033100990001 | Ladda upp en bild av detta fornminne      |
| Helgesta 99:2                   | Stensättning        |              | Helgesta, Södermanland |           | 59.018270, 16.835552 | 10033100990002 | Ladda upp en bild av detta fornminne      |
| Helgesta 100:1                  | Stensättning        |              | Helgesta, Södermanland |           | 59.021111, 16.834576 | 10033101000001 | Ladda upp en bild av detta fornminne      |
| Helgesta 101:1                  | Stensättning        |              | Helgesta, Södermanland |           | 59.018048, 16.838476 | 10033101010001 | Ladda upp en bild av detta fornminne      |
| Helgesta 102:1                  | Stensättning        |              | Helgesta, Södermanland |           | 59.010165, 16.838065 | 10033101020001 | Ladda upp en bild av detta fornminne      |
| Helgesta 103:1                  | Stensättning        |              | Helgesta, Södermanland |           | 59.010904, 16.840737 | 10033101030001 | Ladda upp en bild av detta fornminne      |
| Helgesta 105:1                  | Stensättning        |              | Helgesta, Södermanland |           | 59.014446, 16.845350 | 10033101050001 | Ladda upp en bild av detta fornminne      |
| Helgesta 106:1                  | Stensättning        |              | Helgesta, Södermanland |           | 59.017317, 16.847713 | 10033101060001 | Ladda upp en bild av detta fornminne      |
| Helgesta 107:1                  | Stensättning        |              | Helgesta, Södermanland |           | 59.017287, 16.849778 | 10033101070001 | Ladda upp en bild av detta fornminne      |
| Helgesta 107:2                  | Stensättning        |              | Helgesta, Södermanland |           | 59.017444, 16.849459 | 10033101070002 | Ladda upp en bild av detta fornminne      |
| Helgesta 108:1                  | Stensättning        |              | Helgesta, Södermanland |           | 59.017887, 16.848238 | 10033101080001 | Ladda upp en bild av detta fornminne      |
| Helgesta 109:1                  | Stensättning        |              | Helgesta, Södermanland |           | 59.019477, 16.842321 | 10033101090001 | Ladda upp en bild av detta fornminne      |
| Helgesta 110:1                  | Stensättning        |              | Helgesta, Södermanland |           | 59.019600, 16.837711 | 10033101100001 | Ladda upp en bild av detta fornminne      |
| Helgesta 111:1                  | Stensättning        |              | Helgesta, Södermanland |           | 59.020036, 16.844099 | 10033101110001 | Ladda upp en bild av detta fornminne      |
| Helgesta 112:1                  | Stensättning        |              | Helgesta, Södermanland |           | 59.008510, 16.846137 | 10033101120001 | Ladda upp en bild av detta fornminne      |
| Helgesta 113:1                  | Stensättning        |              | Helgesta, Södermanland |           | 59.007403, 16.845420 | 10033101130001 | Ladda upp en bild av detta fornminne      |
| Helgesta 114:1                  | Stensättning        |              | Helgesta, Södermanland |           | 59.016318, 16.895225 | 10033101140001 | Ladda upp en bild av detta fornminne      |
| Helgesta 114:2                  | Stensättning        |              | Helgesta, Södermanland |           | 59.016435, 16.895214 | 10033101140002 | Ladda upp en bild av detta fornminne      |
| Helgesta 114:3                  | Stensättning        |              | Helgesta, Södermanland |           | 59.016383, 16.895055 | 10033101140003 | Ladda upp en bild av detta fornminne      |
| Helgesta 115:1                  | Stensättning        |              | Helgesta, Södermanland |           | 59.015927, 16.894963 | 10033101150001 | Ladda upp en bild av detta fornminne      |
| Helgesta 116:1                  | Röse                |              | Helgesta, Södermanland |           | 59.016339, 16.897021 | 10033101160001 | Ladda upp en bild av detta fornminne      |
| Helgesta 117:1                  | Röse                |              | Helgesta, Södermanland |           | 59.017826, 16.899275 | 10033101170001 | Ladda upp en bild av detta fornminne      |
| Helgesta 117:2                  | Röse                |              | Helgesta, Södermanland |           | 59.017919, 16.899698 | 10033101170002 | Ladda upp en bild av detta fornminne      |
| Helgesta 117:3                  | Röse                |              | Helgesta, Södermanland |           | 59.017610, 16.899961 | 10033101170003 | Ladda upp en bild av detta fornminne      |
| Helgesta 117:4                  | Röse                |              | Helgesta, Södermanland |           | 59.017489, 16.899623 | 10033101170004 | Ladda upp en bild av detta fornminne      |
| Helgesta 118:1                  | Fornborg            |              | Helgesta, Södermanland |           | 59.016527, 16.921427 | 10033101180001 | Ladda upp en bild av detta fornminne      |
| Fyrsten (Helgesta 120:1)        | Fornborg            |              | Helgesta, Södermanland |           | 59.002607, 16.890824 | 10033101200001 | Ladda upp en bild av detta fornminne      |
| Helgesta 122:1                  | Röse                |              | Helgesta, Södermanland |           | 59.050867, 16.935976 | 10033101220001 | Ladda upp en bild av detta fornminne      |
| Helgesta 125:1                  | Röse                |              | Helgesta, Södermanland |           | 59.018631, 16.861186 | 10033101250001 | Ladda upp en bild av detta fornminne      |
| Helgesta 125:2                  | Stensättning        |              | Helgesta, Södermanland |           | 59.018710, 16.860528 | 10033101250002 | Ladda upp en bild av detta fornminne      |
| Helgesta 126:1                  | Stensättning        |              | Helgesta, Södermanland |           | 59.015048, 16.910505 | 10033101260001 | Ladda upp en bild av detta fornminne      |
| Helgesta 130:1                  | Stensättning        |              | Helgesta, Södermanland |           | 59.011223, 16.850082 | 10033101300001 | Ladda upp en bild av detta fornminne      |
| Helgesta 130:2                  | Stensättning        |              | Helgesta, Södermanland |           | 59.011182, 16.849836 | 10033101300002 | Ladda upp en bild av detta fornminne      |
| Helgesta 131:1                  | Stensättning        |              | Helgesta, Södermanland |           | 59.017130, 16.895668 | 10033101310001 | Ladda upp en bild av detta fornminne      |
| Helgesta 131:2                  | Stensättning        |              | Helgesta, Södermanland |           | 59.017225, 16.895116 | 10033101310002 | Ladda upp en bild av detta fornminne      |
| Helgesta 132:1                  | Stensättning        |              | Helgesta, Södermanland |           | 59.022462, 16.821301 | 10033101320001 | Ladda upp en bild av detta fornminne      |
| Helgesta 136:1                  | Gravfält            |              | Helgesta, Södermanland |           | 59.020608, 16.915115 | 10033101360001 | Ladda upp en bild av detta fornminne      |
| Helgesta 138:1                  | Stensättning        |              | Helgesta, Södermanland |           | 59.014666, 16.885264 | 10033101380001 | Ladda upp en bild av detta fornminne      |
| Helgesta 139:1                  | Stensättning        |              | Helgesta, Södermanland |           | 59.017718, 16.897301 | 10033101390001 | Ladda upp en bild av detta fornminne      |
| Helgesta 139:2                  | Stensättning        |              | Helgesta, Södermanland |           | 59.017758, 16.896972 | 10033101390002 | Ladda upp en bild av detta fornminne      |
| Helgesta 140:1                  | Stensättning        |              | Helgesta, Södermanland |           | 59.021477, 16.897008 | 10033101400001 | Ladda upp en bild av detta fornminne      |
| Helgesta 150:1                  | Gravfält            |              | Helgesta, Södermanland |           | 59.049442, 16.709014 | 10033101500001 | Ladda upp en bild av detta fornminne      |
| Helgesta 152:1                  | Stensättning        |              | Helgesta, Södermanland |           | 59.003811, 16.898757 | 10033101520001 | Ladda upp en bild av detta fornminne      |
| Helgesta 153:1                  | Stensättning        |              | Helgesta, Södermanland |           | 59.001895, 16.906127 | 10033101530001 | Ladda upp en bild av detta fornminne      |
| Helgesta 154:1                  | Gravfält            |              | Helgesta, Södermanland |           | 59.048896, 16.708039 | 10033101540001 | Ladda upp en bild av detta fornminne      |
| Helgesta 158:1                  | Gravfält            |              | Helgesta, Södermanland |           | 59.019610, 16.836949 | 10033101580001 | Ladda upp en bild av detta fornminne      |
| Lund (Helgesta 172:1)           | Lägenhetsbebyggelse |              | Helgesta, Södermanland |           | 59.075096, 16.709231 | 10033101720001 | Ladda upp en bild av detta fornminne      |